# Gruczoł merokrynowy
Gruczoł merokrynowy, gruczoł mezokrynowy – gruczoł charakteryzujący się tym, że komórki gruczołowe w procesie wydzielania zachowują pełną integralność, tzn. nie ulegają zasadniczym zmianom lub uszkodzeniu. Wydzielanie polega na dyfuzji cząsteczek substancji ze szczytowej części komórki, co nie doprowadza do jej uszkodzenia.
Do tego typu należy zdecydowana większość gruczołów takich jak: wątroba, ślinianki, trzustka, gruczoły potowe, i in.